# Alfred Guillou

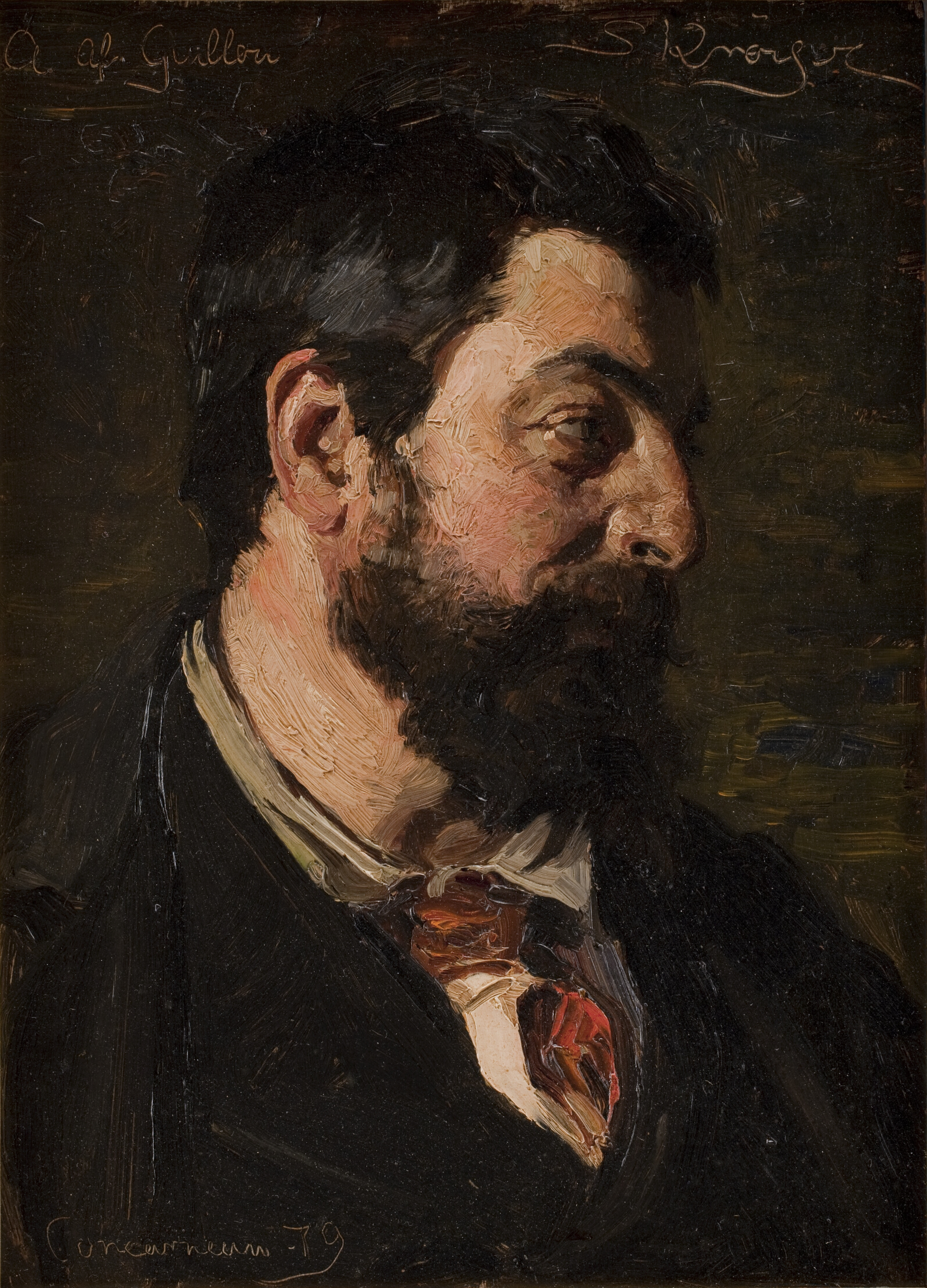
Alfred Guillou, Porträt von Peder Severin Krøyer (1879)

Alfred Guillou (* 12. September 1844 in Concarneau, Bretagne, Frankreich; † 22. März 1926 ebd.) war ein französischer Maler.

## Biografie
Guillous Vater, ein Hafenlotse, verschaffte ihm seine ersten Anstellungen als Schiffsjunge. Seinen ersten Kunstunterricht erhielt Guillou beim Lithografen Théodore Lemonnier (1815–1888), als dieser sich in Concarneau aufhielt. Auf dessen Rat hin zog Guillou 1862 nach Paris, wo er für kurze Zeit die Académie Suisse besuchte und dann eine Stelle in der Werkstatt von Alexandre Cabanel fand. Dort lernte er unter anderem Jules Bastien-Lepage, Henri Regnault und Théophile Deyrolle kennen; letzteren überzeugte Guillou davon, die Architektur aufzugeben und sich ihm bei Cabanel anzuschließen.
Guillou debütierte 1867 im Salon de Paris mit seinem Gemälde Jeune pêcheur breton (junger bretonischer Fischer). Drei Jahre später verließen er und sein Freund Deyrolle Paris Richtung Concarneau. Im folgenden Jahr heiratete Deyrolle Guillous Schwester Suzanne (1846–1933), die ebenfalls Malerin war. Gemeinsam gründeten sie die Künstlerkolonie Concarneau. Guillou stellte Werke auch auf den Weltausstellungen 1889 und 1900 in Paris aus, wo er Silbermedaillen erhielt.
Nach seiner Heirat mit der Tochter des Kupferstechers Joseph Gabriel Tourny (1817–1880) unterhielt Guillou ein Zuhause in Montparnasse, verbrachte aber so viel Zeit wie möglich in seiner Heimatstadt. Nach dem Tod seines Vaters im Jahr 1887 baute er dort ein Haus und eine Werkstatt, engagierte sich in der Lokalpolitik und trat dem Vorstand des Musée des Beaux-Arts de Quimper bei.

## Galerie

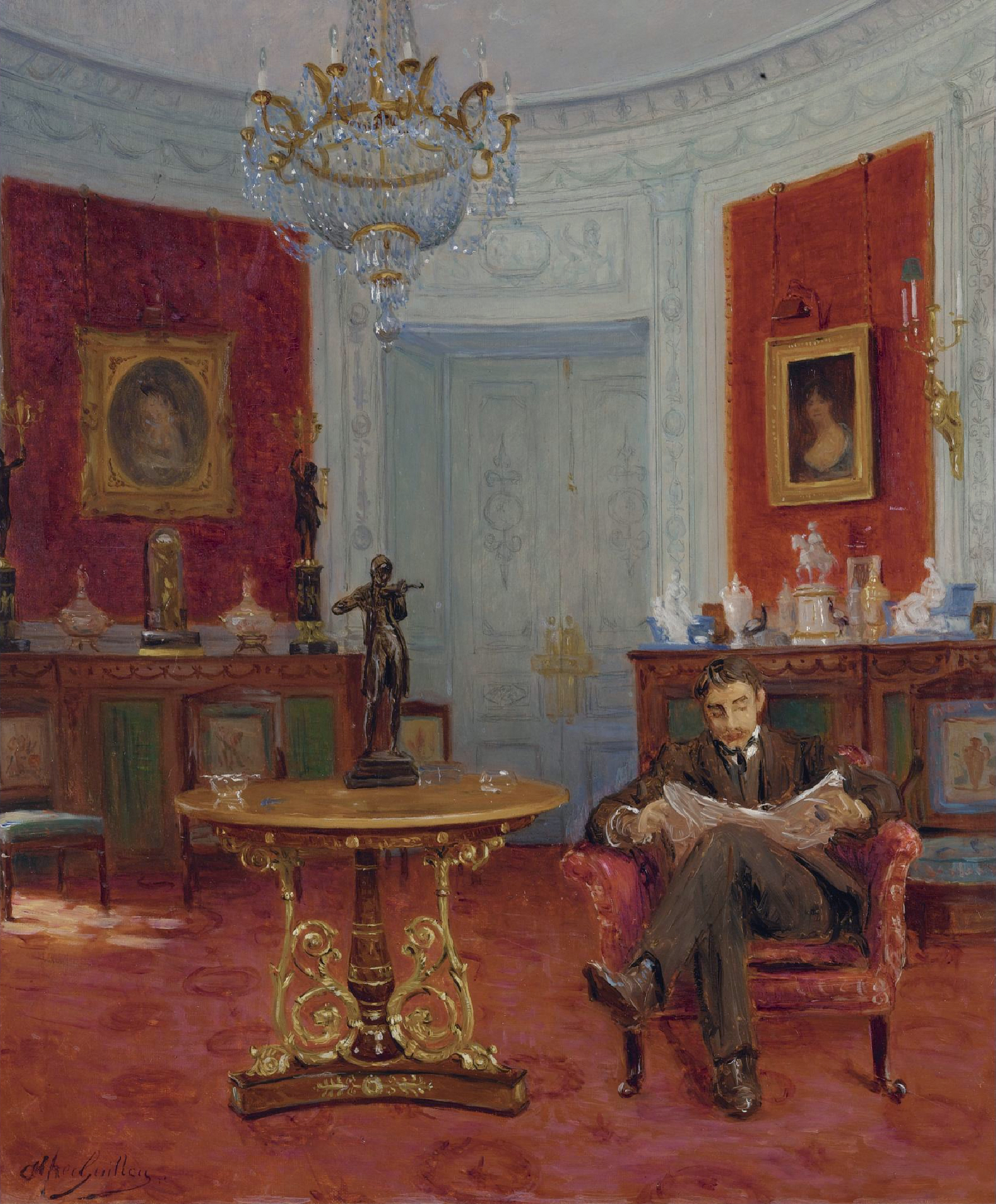
Selbstporträt
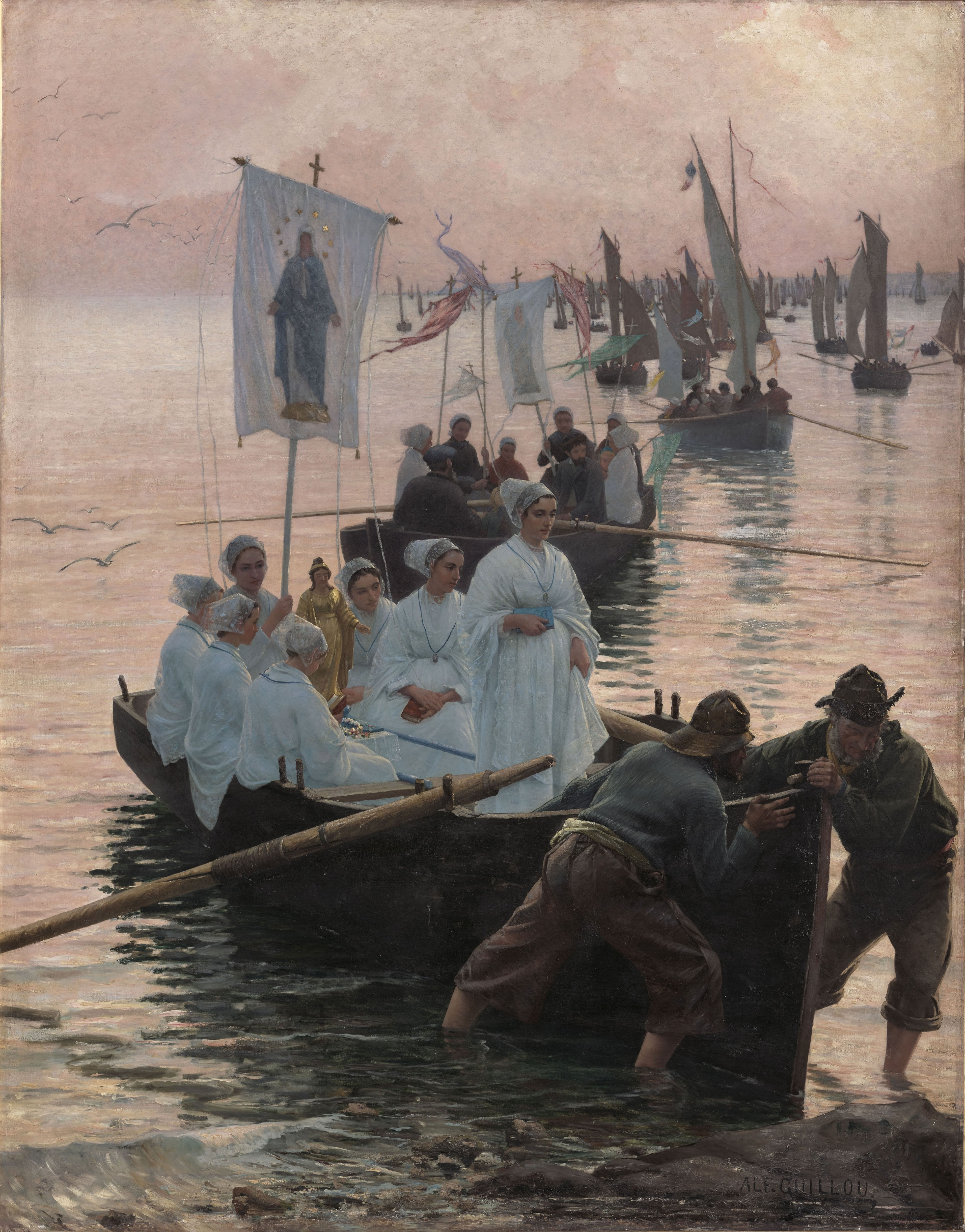
Ankunft der Prozession zu Ehren der Heiligen Anne von Fouesnant in Concarneau (1887). Musée des Beaux-Arts de Quimper
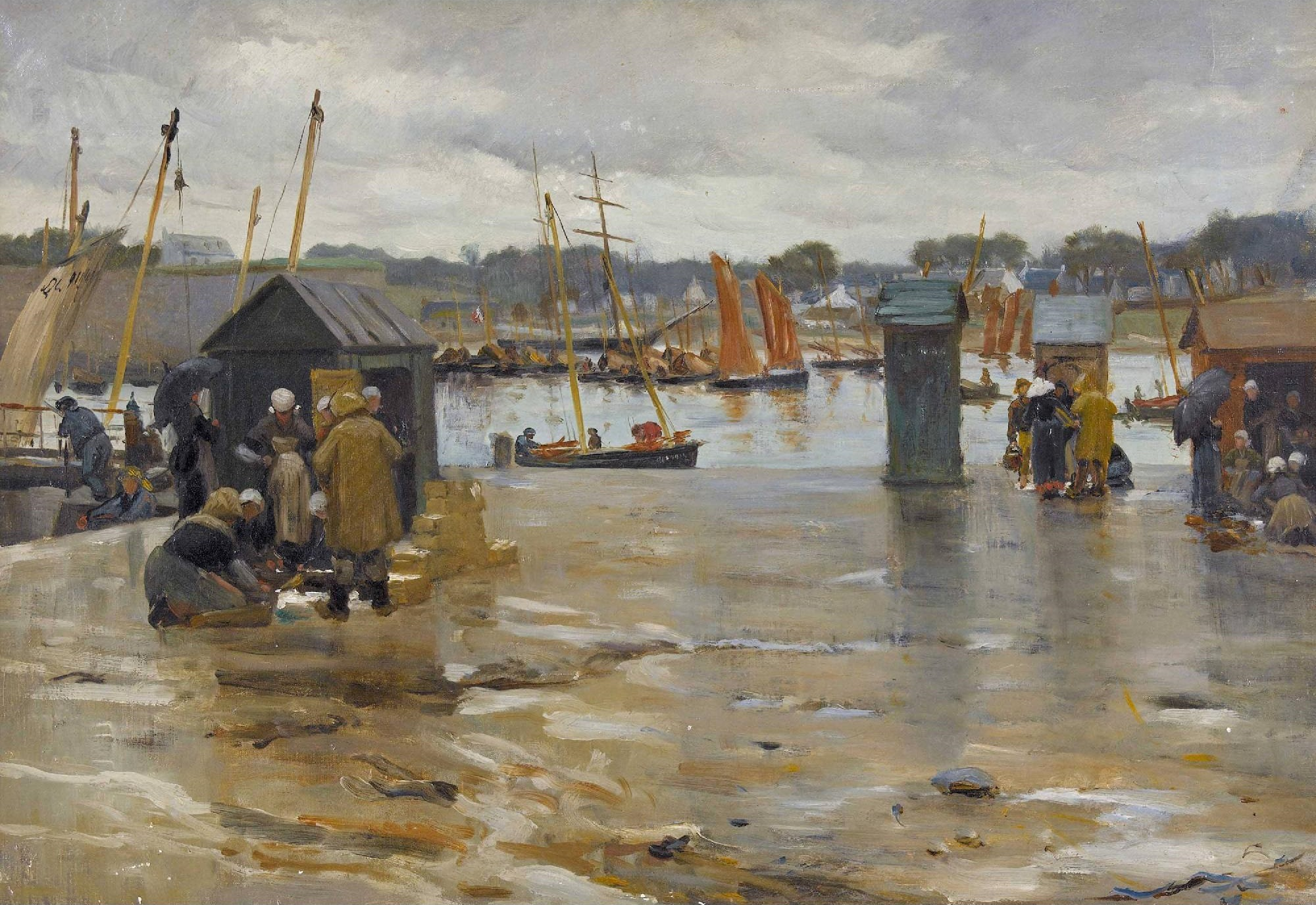
Der Hafen von Concarneau (1890er Jahre)
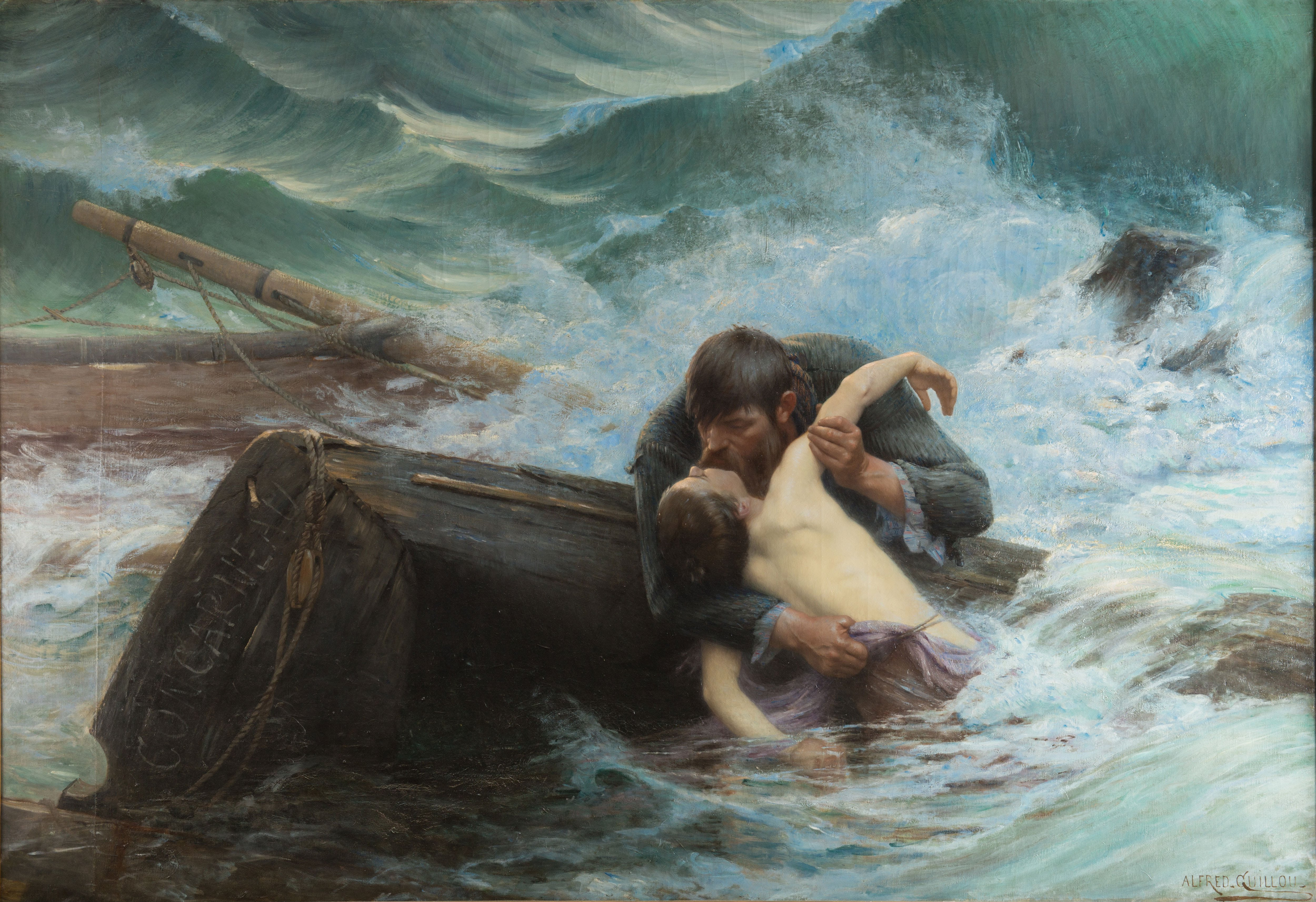
Adieu! (1892). Musée des Beaux-Arts de Quimper
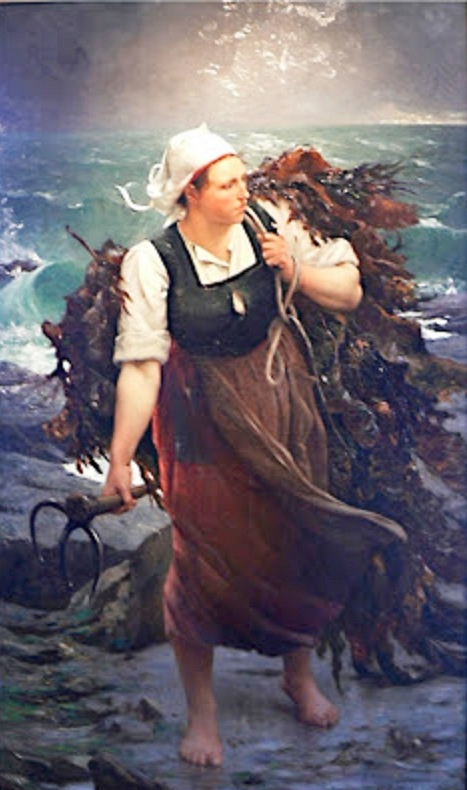
Die Tangsammlerin (1899). Musée des Jacobins, Morlaix
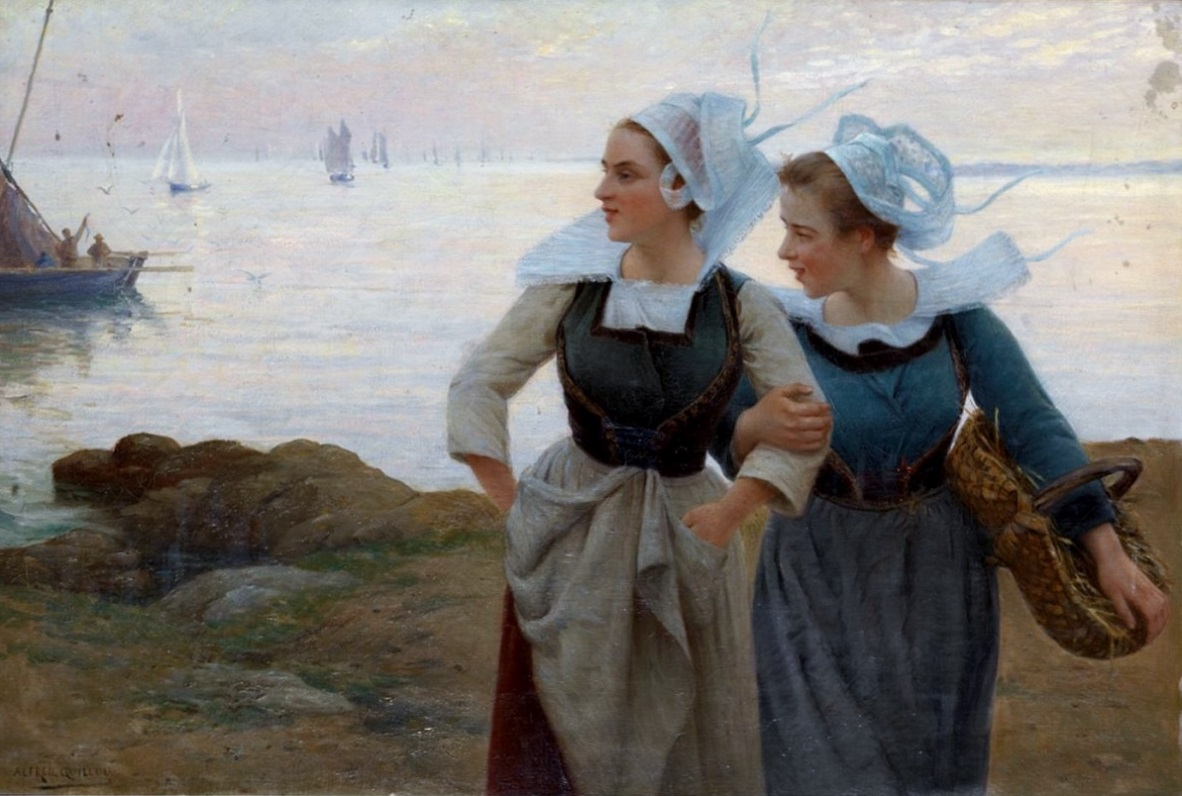
Frauen der Fischer von Pont-Aven (um 1900)
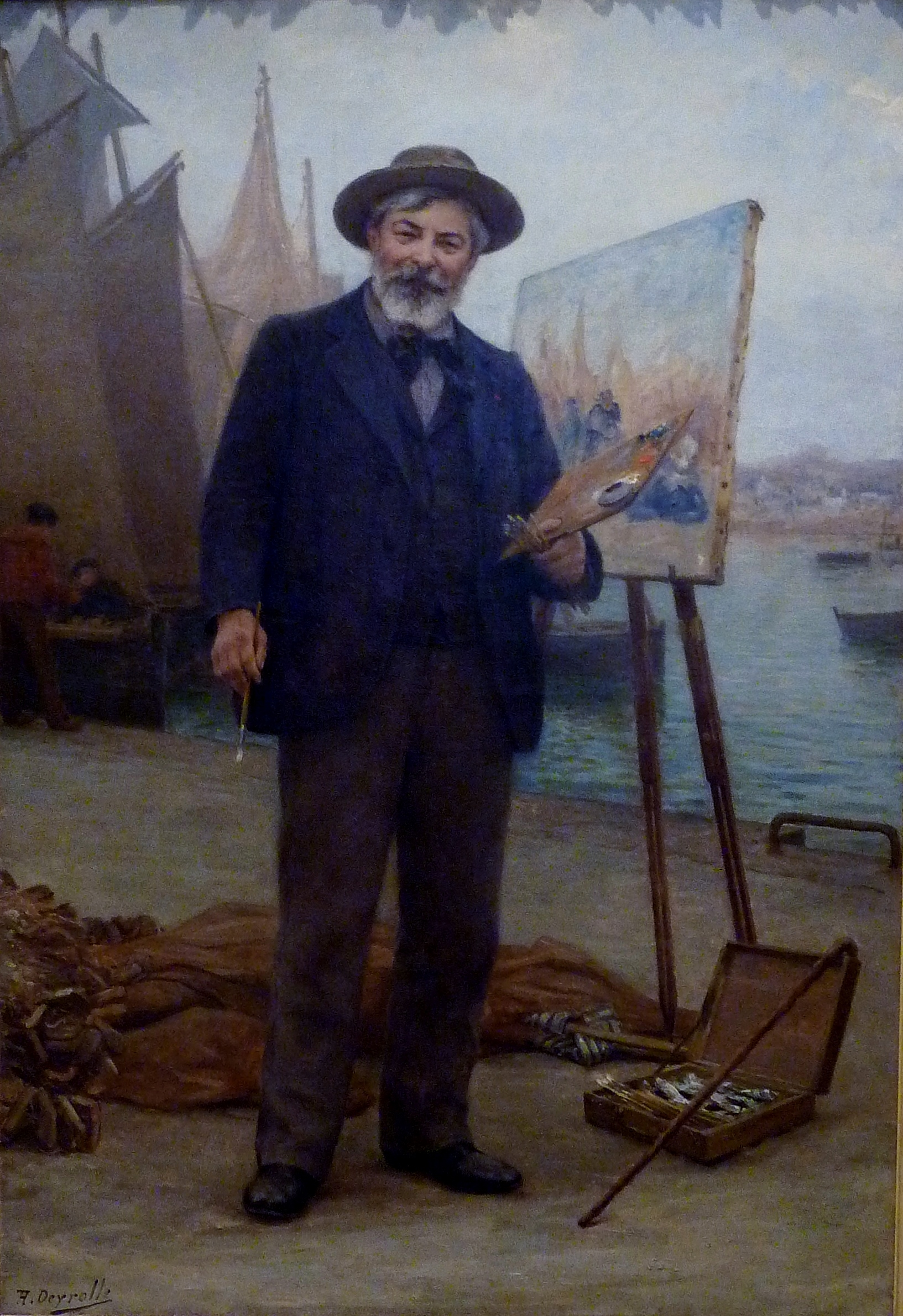
Porträt des Malers Théophile Deyrolle (1901). Musée des Beaux-Arts de Quimper
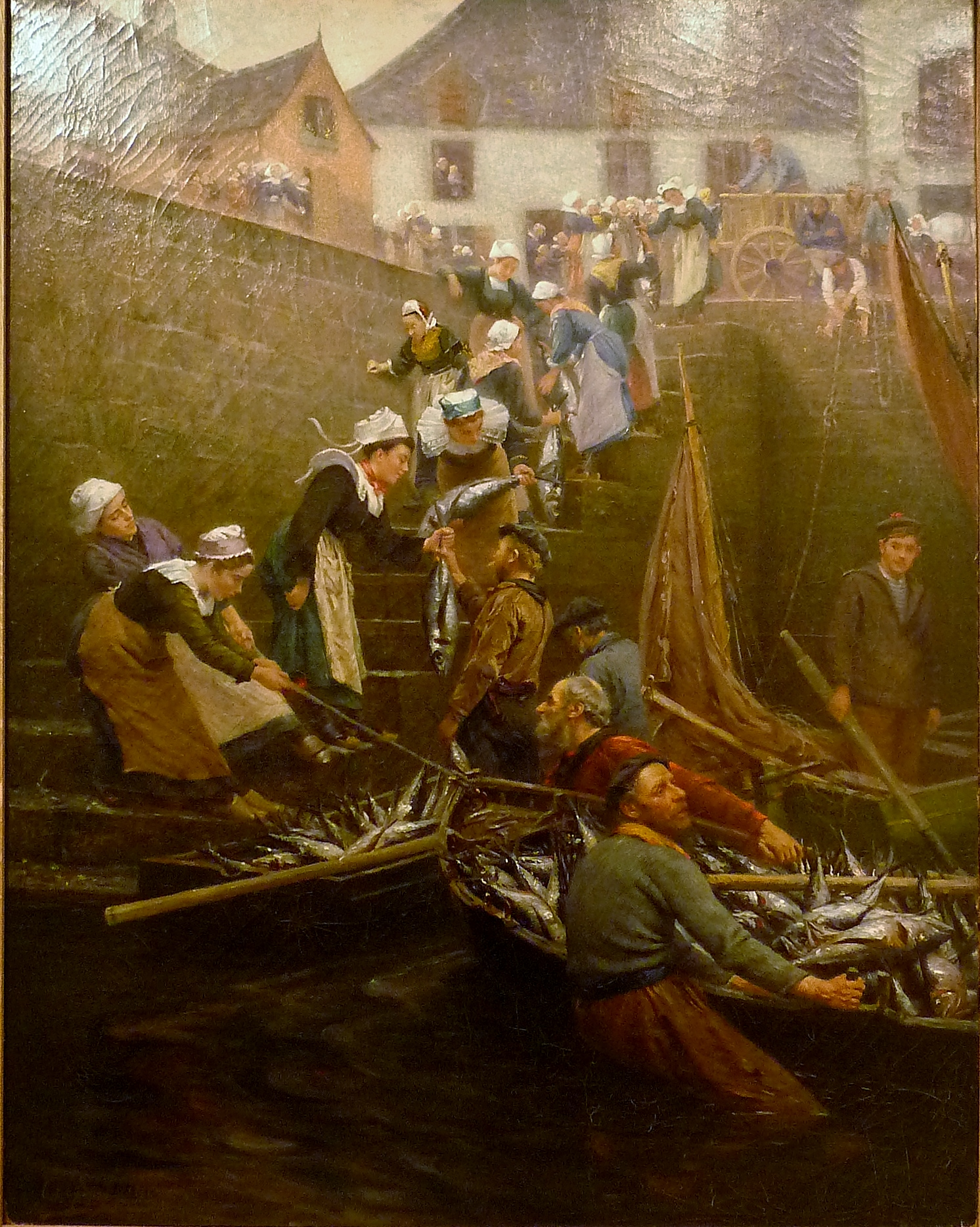
Thunfischentladung in Concarneau (vor 1906). Musée d’Art et d’Histoire de Saint-Brieuc